# Myrtle Avenue Line

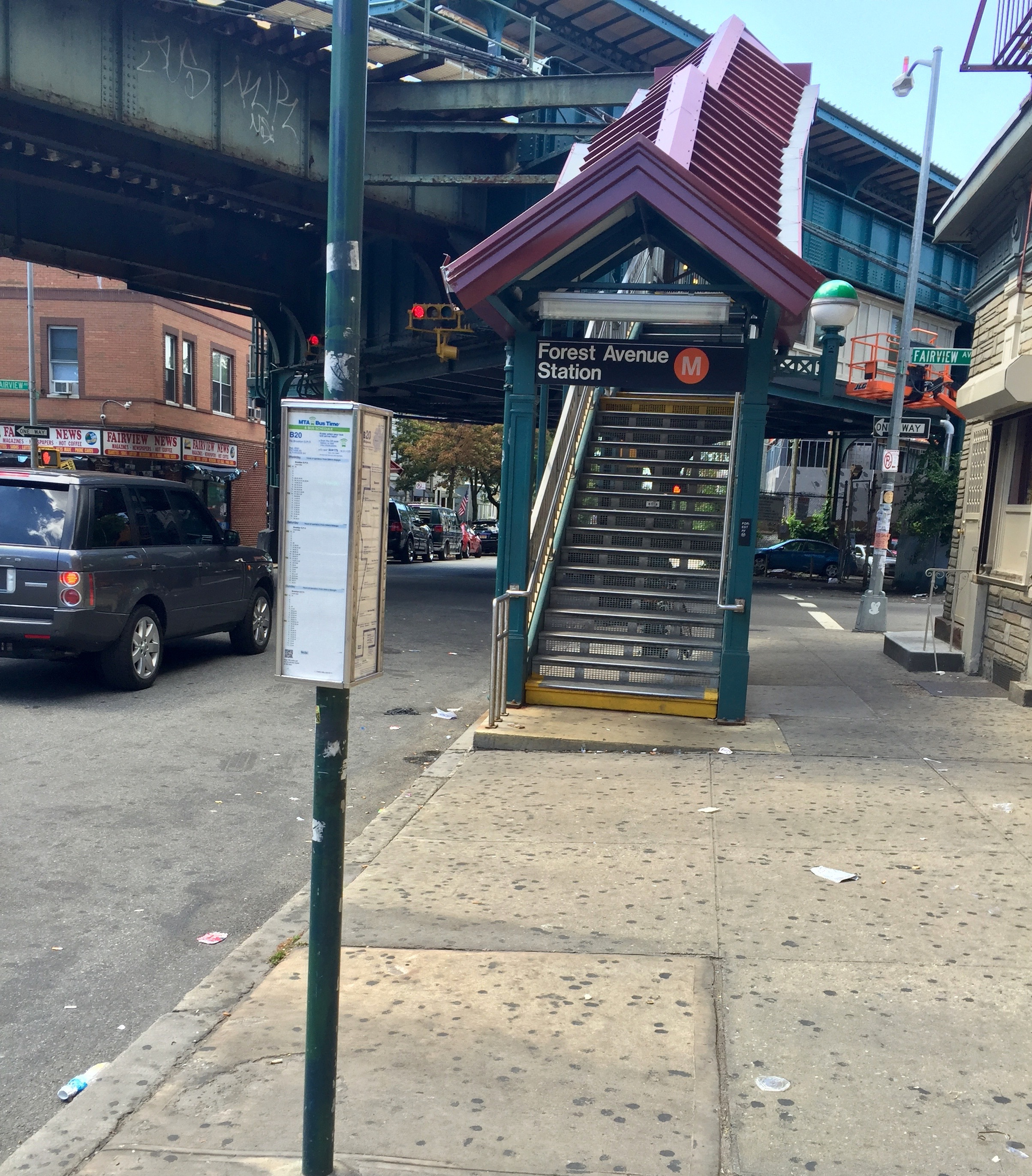
Myrtle Avenue Line en viaduct boven het pleintje op kruising van Fairview Avenue en Putnam Avenue met Forest Avenue aan toegangstrappen tot station Forest Avenue

De Myrtle Avenue Line is een metrolijntraject van de New York City Subway gelegen in de boroughs Brooklyn en Queens van New York. 
Het huidige traject is een zijtraject op de hoofdlijn van de Jamaica Line dat begint na het station Myrtle Avenue in de buurt Bushwick in Brooklyn. Dit station ligt op de kruising van de Myrtle Avenue en Broadway (Brooklyn) waar de Jamaica Line op een viaduct boven ligt. De lijn loopt oostwaarts op een verhoogde bedding over een viaduct gebouwd boven het wegtraject van Myrtle Avenue. Bij de grens van Brooklyn en Queens slaat het viaduct met de metrolijn de Palmetto Street in gelegen in de wijk Ridgewood van Queens. Na de kruising met Onderdonk Avenue loopt het viaduct verder oostwaarts gebouwd boven een aparte bedding zonder publieke weg onder. De lijn zakt tot grondniveau en eindigt in de buurt Middle Village van Queens bij de kruising onder Metropolitan Avenue.
Het traject langs de zeven bediende stations wordt verzorgd door metrolijn M, die langs de Jamaica Line Brooklyn verder westwaarts doorkruist, de East River oversteekt langs Williamsburg Bridge en in Manhattan het traject verder zet langs de Nassau Street Line en de Sixth Avenue Line. Het noordelijk en noordoostelijk deel van het traject verschilt tussen weekdagen en weekend.  Op weekdagen volgt lijn M de Queens Boulevard Line terug naar Forest Hills in Queens, op weekenddagen blijft de M in Manhattan en geraakt deze via de 63rd Street Line op de Second Avenue Subway waar de noordelijke terminus dan ligt in het metrostation 96th Street op de grens van de buurten Upper East Side en East Harlem.

## Geschiedenis
De Myrtle Avenue Line was initieel een veel langere lijn. De lijn werd gebouwd door de Union Elevated Railroad Company vanaf 1888 en liep veel westelijker over Myrtle Avenue. De lijn startte toen aan de kruising met de Brooklyn Bridge Boulevard, direct ten zuiden van de oostelijke aanrit van de Brooklyn Bridge. Bij opening op 10 april 1888 liep de lijn zo van in Downtown Brooklyn tot in de wijk Clinton Hill. Een jaar later, op 27 april 1889 werd het segment langs Myrtle Avenue tot de kruising met Broadway ingehuldigd. En nog enkele maanden, op 21 juli 1889, de sectie tot de grens van Brooklyn en Queens. De oversteek naar Manhattan op een viaduct gebouwd boven het wegdek van Brooklyn Bridge werd in gebruik genomen in 1898. Deze Brooklyn Bridge Elevated liep tot een verhoogd station Park Row Terminal gebouwd vlak tegenover het New York City Hall in de buurt Civic Center in Downtown Manhattan. De oostelijke uitbreiding van de lijn tot in Queens langs Palmetto Street werd pas op 22 februari 1915 ingehuldigd. De inkrimping van de lijn startte toen op 5 maart 1944 de connectie tot in Manhattan, de oversteek van de Brooklyn Bridge en de twee meest westelijke stations in Downtown Brooklyn werden gesloten. De hele sectie in Myrtle Avenue ten westen van Broadway, met negen metrostations op dit viaduct werd gesloten op 4 oktober 1969.
De uitbating van de lijn werd initieel toevertrouwd aan de Brooklyn Elevated Railroad, die in 1899 opging in de Brooklyn Rapid Transit Company (BRT) welke in 1923 na faillissement werd herstart als de Brooklyn-Manhattan Transit Corporation (BMT).

## Stations
Met het pictogram van een rolstoel zijn de stations aangeduid die ingericht zijn in overeenstemming met de Americans with Disabilities Act van 1990.
| Station                            |  | Dienst | Opmerkingen                       |
| ---------------------------------- |  | ------ | --------------------------------- |
| Middle Village-Metropolitan Avenue |  |        |                                   |
| Fresh Pond Road                    |  |        |                                   |
| Forest Avenue                      |  |        |                                   |
| Seneca Avenue                      |  |        |                                   |
| Myrtle-Wyckoff Avenues             |  |        | Overstap (kruising Canarsie Line) |
| Knickerbocker Avenue               |  |        |                                   |
| Central Avenue                     |  |        |                                   |

 ·  ·  ·  ·  ·  ·  ·  ·  · 